# Sugar Grove (Illinois)
Sugar Grove es una villa situada en el condado de Kane, Illinois, Estados Unidos. Tiene una población estimada, a mediados de 2023, de 9210 habitantes.

## Geografía
La localidad está ubicada en las coordenadas 41°46′07″N 88°26′56″O / 41.76861, -88.44889 (41.768621, -88.448896). Según la Oficina del Censo, tiene una superficie total de 27.39 km², de los cuales 27.35 km² corresponden a tierra firme y 0.04 km² están cubiertos de agua.

## Demografía
Según el censo de 2020, en ese momento la localidad tenía una población de 9278 habitantes. La densidad de población es de 339.23 hab./km². El 85.54% de los habitantes eran blancos, el 1.68% eran afroamericanos, el 0.18% eran amerindios, el 1.78% eran asiáticos, el 0.01% era isleño del Pacífico, el 2.67% eran de otras razas y el 8.14% eran de una mezcla de razas. Del total de la población, el 8.70% son hispanos o latinos de cualquier raza.